# 洛斯阿萊爾塞斯國家公園
42°48′27″S 71°53′56″W / 42.80750°S 71.89889°W
洛斯阿萊爾塞斯國家公園（西班牙語：Parque nacional Los Alerces；又译洛斯阿萊塞斯國家公園、卢斯阿莱尔塞斯国家公园）是阿根廷的國家公園，位於該國中部，由丘布特省負責管轄，面積2,630平方公里，成立於1937年5月11日，每年平均降雨量約4,000毫米。2017年列入世界遺產。